# Tisovac (Pakrác)
Tisovac falu Horvátországban Pozsega-Szlavónia megyében. Közigazgatásilag Pakráchoz tartozik.

## Fekvése
Pozsegától légvonalban 22, közúton 30 km-re északnyugatra, községközpontjától légvonalban 19, közúton 21 km-re keletre, Nyugat-Szlavóniában, a Psunj-hegység északi részén, az Orljova-patak völgye felett 400 méteres magasságban fekszik.

## Története
A határában fekvő „Gradski” nevű régészeti lelőhely leleteinek tanúsága szerint területe már a középkorban is lakott volt. A mai település török uralom idején keletkezett, amikor Boszniából érkezett pravoszláv vlachok betelepültek be ide. Első írásos említése 1698-ban „Tiszovacz” alakban 5 portával a török uralom alól felszabadított települések összeírásában történt. A 17. század végétől a török kiűzése után a területre folyamatosan telepítették be a keresztény lakosságot. Az első katonai felmérés térképén „Dorf Tissovacz” néven találjuk. Lipszky János 1808-ban Budán kiadott repertóriumában „Tisovacz” néven szerepel. Nagy Lajos 1829-ben kiadott művében „Tiszovacz” néven összesen 22 házzal és 192 ortodox vallású lakossal találjuk.
1857-ben 150, 1910-ben 227 lakosa volt. 1910-ben a népszámlálás adatai szerint lakosságának 99%-a szerb anyanyelvű volt. Pozsega vármegye Pakráci járásának része volt. Az első világháború után 1918-ban az új szerb-horvát-szlovén állam, majd később (1929-ben) Jugoszlávia része lett. 1991-ben lakosságának 93%-a szerb nemzetiségű volt. A délszláv háború idején kezdettől fogva szerb ellenőrzés alatt volt. A horvát hadsereg 123. verőcei dandárjának alakulatai az Orkan ’91 hadművelet második szakaszában 1991. december 30-án foglalták vissza. Szerb lakossága nagyrészt elmenekült. 2011-ben már csak négy állandó lakosa volt.

## Lakossága
| Lakosság változása | Lakosság változása | Lakosság változása | Lakosság változása | Lakosság változása | Lakosság változása | Lakosság változása | Lakosság változása | Lakosság változása | Lakosság változása | Lakosság változása | Lakosság változása | Lakosság változása | Lakosság változása | Lakosság változása | Lakosság változása |
| ------------------ | ------------------ | ------------------ | ------------------ | ------------------ | ------------------ | ------------------ | ------------------ | ------------------ | ------------------ | ------------------ | ------------------ | ------------------ | ------------------ | ------------------ | ------------------ |
| 1857               | 1869               | 1880               | 1890               | 1900               | 1910               | 1921               | 1931               | 1948               | 1953               | 1961               | 1971               | 1981               | 1991               | 2001               | 2011               |
| 150                | 198                | 182                | 174                | 206                | 227                | 229                | 262                | 242                | 239                | 222                | 178                | 90                 | 73                 | 8                  | 4                  |